# Banora Point
Banora Point är en del av en befolkad plats i Australien. Den ligger i kommunen Tweed och delstaten New South Wales, i den sydöstra delen av landet, omkring 670 kilometer norr om delstatshuvudstaden Sydney.
Runt Banora Point är det tätbefolkat, med 286 invånare per kvadratkilometer.. Närmaste större samhälle är Tweed Heads, nära Banora Point. 
Trakten runt Banora Point består huvudsakligen av våtmarker. Genomsnittlig årsnederbörd är 1 876 millimeter. Den regnigaste månaden är januari, med i genomsnitt 327 mm nederbörd, och den torraste är oktober, med 40 mm nederbörd.